# Peștera cu Oase

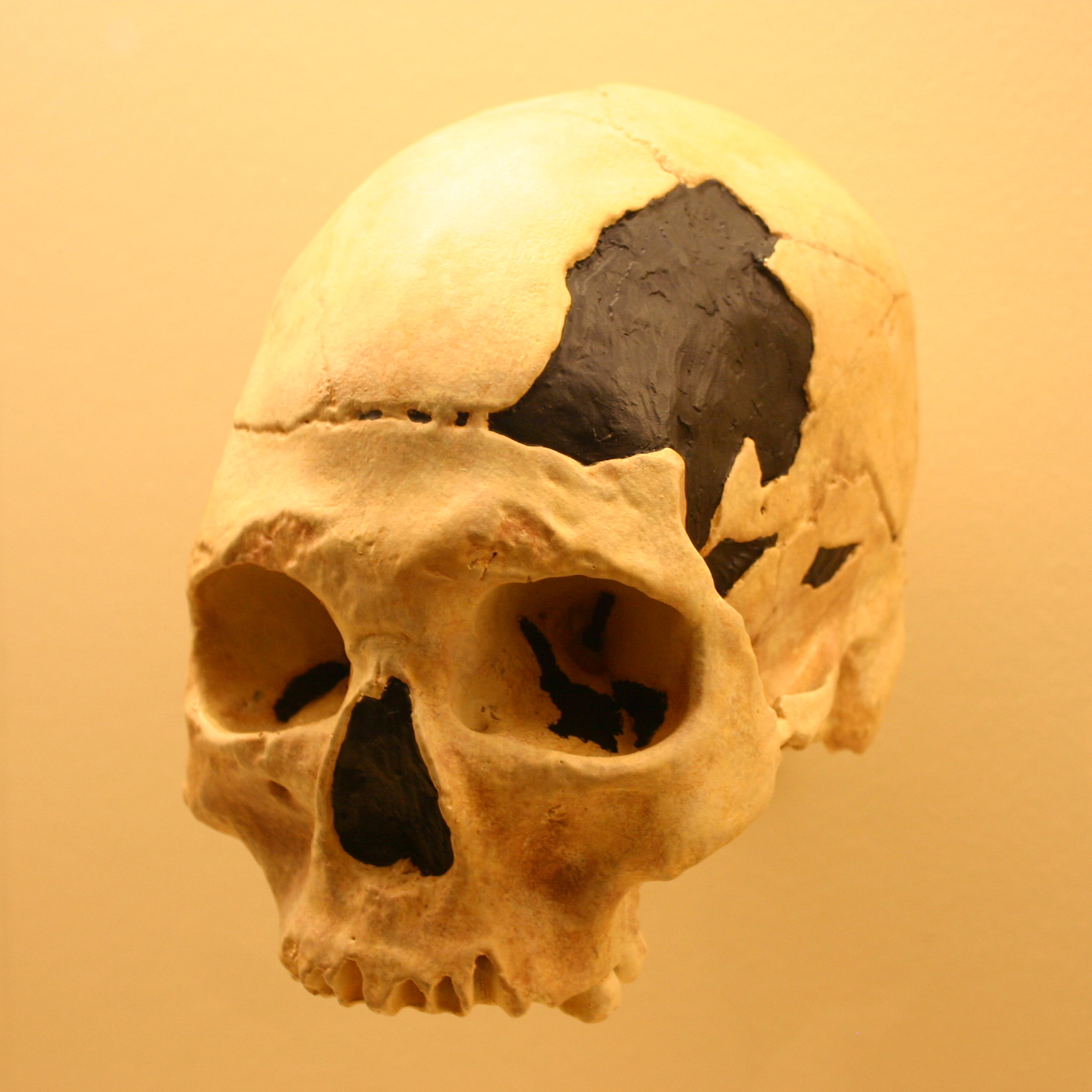
Cráneo de Homo sapiens Oase-2

Peștera cu Oase (La cueva con huesos) es un sistema de 12 galerías y cámaras cársticas, situado a N. 45° 01’; E. 21° 50’, en el suroeste de Rumania, donde se encontraron los restos de Homo sapiens más antiguos de Europa.[cita requerida]

## Descubrimientos paleoantropológicos
En febrero de 2002, un equipo de espeleología que estaba explorando un sistema cárstico del Valle Miniș, en el suroeste de los Cárpatos, cerca de Anina, encontraron una cámara antes desconocida, con abundancia de restos de esqueletos de mamíferos. La cueva, que parecía haber servido principalmente como cuarto de hibernación para el oso de cueva del Pleistoceno tardío (Ursus spelaeus), presentaba arreglos poco comunes, como el emplazamiento de restos sobre rocas levantadas, sugiriendo la implicación humana en los depósitos acumulados. De hecho, los espeleólogos Ștefan Milota, Adrian Bîlgăr y Laurențiu Sarcina encontraron una mandíbula humana entera, en la paleosuperficie. La cámara cárstica fue nombrada Peștera cu Oase (La cueva con huesos) y la mandíbula humana Oase 1.
Dos laboratorios independientes indicaron resultados de la datación por radiocarbono de c. 35 000 años a. C., respectivamente 40 500 años para la vejez de la mandíbula. Rasgos discretos congruentes y las proporciones generales del fósil Oase 1 revelaron atributos humanos específicos, situándolo cerca de los hombres modernos tempranos, dentro de los especímenes del Pleistoceno tardío. El fósil pertenece a los pocos descubrimientos en Europa que pudieron ser datados directamente, y es el fósil de humano moderno más viejo de Europa hasta ahora. Desde una localización cerca a las Puertas de Hierro en el corredor danubiano, podría representar una de las más tempranas poblaciones de hombres modernos que entraron en Europa.
Con este fondo, particularmente notable es el hecho que Oase 1 presenta rasgos morfológicos que combinan una variedad de Homo arcaico, hombre moderno temprano derivado, y posiblemente rasgos neanderthalianos.
En junio de 2003 un equipo de investigación en profundidad, compuesto de Ștefan Milota, Ricardo Rodrigo y Mircea Gherase, encontraron más restos humanos en la superficie de la cueva. Así, un entero esqueleto craneal anterior fue encontrado junto con un hueso temporal izquierdo completo, y un número de segmentos de huesos frontales, parietales y occipitales.
Mientras que la mandíbula inferior de Oase 1 es completamente madura, el esqueleto facial es el de un adolescente hacia la mitad de su segunda década de vida, y por lo tanto no se trata del mismo individuo; el segundo fósil fue nombrado Oase 2. Los análisis siguientes revelaron que el hueso temporal izquierdo es de un tercer individuo, un adolescente o quizás un adulto de sexo femenino, nombrado Oase 3. La falta de signos arqueológicos como antorchas, carbón vegetal o utensilios podría sugerir que los restos humanos fueron llevados a la cueva por el agua, a través de fisuras.
Los Oase 2 y Oase 3 confirman un modelo ya conocido del probablemente contemporáneo Oase 1, indicando una mixtura de rasgos morfológicos arcaicos, de hombre moderno temprano y de Neanderthal. Así los especímenes presentan una serie de rasgos derivados de "hombre moderno" como barbilla sobresaliente, ausencia de caballete entre las cejas, caja craneana alta y redondeada. Pero, estos rasgos están asociados con varios aspectos del cráneo y de la dentición, que les colocan fuera de la esfera de variación de los hombres modernos, como son la cara grande, una cresta grande de hueso detrás de la oreja y dientes grandes que se vuelven todavía más grandes en el fondo. Este mosaico de hombre moderno y de hombre de Neanderthal acuerda de rasgos similares encontrados en un fósil viejo de 25 000 años, en Abrigo do Lagar Velho, y de un fósil de 31 000 años, encontrado en Mladeč.
Las investigaciones de Peștera cu Oase todavía no han acabado. Descubrimientos in situ de la campaña de 2005 son examinadas en el presente por la Universidad Nacional de Australia (resonancia paramagnética electrónica y uranium-thorium dating sobre 21 muestras de hueso/diente y 29 muestras de sedimento asociado), la Universidad de Bristol (análisis de series con uranio sobre 22 muestras de huesos), la Universidad de Bergen (datación de series con uranio sobre 7 muestras), la Universidad de Oxford (datación AMS por radiocarbono sobre 8 muestras de hueso/diente), la Sociedad Max Planck (análisis de isótopos estables y ADN antiguo sobre 37 muestras de hueso/diente), y la Universidad de Viena (datación AMS por radiocarbono sobre 25 muestras de hueso/diente).
Un cráneo encontrado en Peștera cu Oase en 2004/5 presenta rasgos tanto de hombres modernos, como de neanderthales. Conforme a un documento de Erik Trinkaus y de otros, publicado en la revista oficial de la Academia Nacional de Ciencias de Estados Unidos, en enero de 2007, este descubrimiento sugiere que los dos grupos se cruzaron hace miles de años. La datación por radiocarbono indica que el cráneo tiene una vejez de entre 35 000 y 40 000 años, hasta el presente el fósil de hombre moderno más viejo de Europa.

## Implicaciones para la investigación
El contraste marcado entre la modernidad morfológica de los humanos "modernos tempranos" e incluso el conjunto de rasgos "neanderthales clásicos", así como las importantes diferencias de ADN, han sugerido una gran discontinuidad física antropológica, y, por lo tanto, una total substitución de la población en la transición desde el Paleolítico Medio al Alto, causando lo que se podría llamar el modelo "salida de África con Reemplazamiento Completo".
Sin embargo, la datación directa reciente demostró que los restos de los primeros hombres modernos son en realidad del Holoceno medio-tardío, es decir más jóvenes de lo que se suponía.
En este contexto, la particular importancia de los descubrimientos de Peștera cu Oase reside tanto en la mixtura de rasgos de hombre moderno y arcaico (Neanderthal), y en el hecho que son lo suficientemente completos como para ser diagnosticados de manera taxonómica, y datados directamente. Así, los fósiles llamados Oase se superponen en el tiempo por unos 5000 años con los Neanderthales viejos, como los de Vindija (Croacia), datados a unos ~32 000 años y los de Arcy-sur-Cure (Francia), con unos 34 000 años. Además, la noción que los hombres de Oase están muy cerca del tiempo del contacto con los Neanderthales está en consonancia con sus rasgos arcaicos, y encuentra apoyo adicional en los modelos de distribución espacio-temporal de los más recientes restos de Neanderthal.
Como la genética no rechaza la hipótesis de una mixtura Neanderthal/moderna, y la evidencia morfológica y arqueológica sugiere que los linajes neanderthalianos sobrevivieron hasta las poblaciones del Paleolítico Alto tardío, los descubrimientos de Peștera cu Oase ofrecen un argumento fuerte en favor del modelo de la mixtura entre los neanderthales de cada región y los primeros hombres modernos.
Argumentando con superposición cronológica y mezclaje morfológico, este modelo asume una significante mixtura neanderthal/hombre moderno, sugiriendo que ya en su llegada a Europa, los hombres modernos se encontraron, se relacionaron y se cruzaron con los hombres de Neanderthal.
Básicamente, el modelo sugiere que:

Cuando los hombres modernos entraron en Europa, se encontraron con seres con las mismas habilidades cognitivas que ellos, presentando logros de cultura idénticos. En semejante situación, la gama entera de situaciones de interacción, desde el conflicto o la mutua evitación, hasta la mixtura completa, debe haber empezado a nivel local y regional. Pero el resultado general desde el punto de vista de la perspectiva continental, y a largo plazo, fue la combinación biológica y cultural, la falta de equilibrio entre los tamaños de los reservorios de genes implicados explicando la desaparición gradual del ADN mitocondrial del hombre de Neanderthal entre los linajes posteriores de los seres humanos.